# عوسق مخطط
الصقر المخطط (الاسم العلمي:Falco zoniventris) هو طائر جارح ينتمي إلى عائلة الصقور Falconidae. وهو متوطن في مدغشقر. أقرب أقاربه هم صقر رمادي وصقر ديكنسون في البر الرئيسي لأفريقيا.

## الوصف
يبلغ طوله من 27 إلى 30 سم ويبلغ طول جناحيه من 60 إلى 68 سم. الأجزاء العلوية رمادية والذيل داكن اللون. الأجزاء السفلية بيضاء مع خطوط رمادية داكنة على الحلق والصدر العلوي وخطوط رمادية داكنة على الصدر السفلي والبطن. الأقدام والعينان صفراء وهناك جلد أصفر مكشوف حول العين.

## الطعام
يتغذى على الزواحف الصغيرة مثل الحرباء والوزغ النهاري والحشرات الكبيرة مثل الجراد والخنافس وأحيانًا على الطيور. يتم اصطياد الفريسة على الأرض أو انتزاعها من فرع أو جذع شجرة.

## التكاثر
يحدث التكاثر من سبتمبر إلى ديسمبر. العش عادة ما يكون العش القديم لطائر آخر. يقع العش في حفرة شجرة أو بين نمو نباتي. يضع ثلاث بيضات صفراء.وبعد فقس الصغار، تكون مغطاة بريش أبيض باهت. وفي غضون شهر واحد فقط، ستنمو هذه الطيور الصغيرة بما يكفي لتكون جاهزة للطيران من العش لأول مرة. وبالرغم من ذلك، فإنها لا تزال بحاجة إلى البقاء مع والديها لكي يعلمونها الصيد. بعد قضاء حوالي شهرين آخرين مع والديهم، سوف يتفرقون ويبدأون حياتهم بمفردهم.